# Beaugas
Beaugas är en kommun i departementet Lot-et-Garonne i regionen Nouvelle-Aquitaine i sydvästra Frankrike. Kommunen ligger i kantonen Cancon som tillhör arrondissementet Villeneuve-sur-Lot. År 2022 hade Beaugas 329 invånare.

## Befolkningsutveckling
Antalet invånare i kommunen Beaugas
| Referens: INSEE |